# Iglesia de la Virgen de la Paz de Castellitx
La iglesia de la Virgen de la Paz de Castellitx es una iglesia del municipio español de Algaida (Mallorca), situada en la antigua alquería de Castellitx, nombre que también recibió todo el término municipal hasta el siglo XV, se cita en la bula de Inocencio IV de 1248, bajo la advocación de San Pedro y San Pablo.
La entrada del edificio mira hacia poniente con un muro que cierra el espacio antiguamente destinado a cementerio y en la actualidad convertido en jardín. El acceso se puede hacer por dos portillos flanqueados con pilares que terminan con pequeños castillos de arenisca.
El oratorio está formado por tres cuerpos y un cuarto anexado al lateral. El portal de la iglesia está precedido de un porche de planta cuadrada, con dos aguas y apoyado sobre una columna ortogonal. Se accede por lo que era antes el cementerio con un portal de arco rebajado. Parece que esta construcción data del siglo XVI con la intención de agrandar la capacidad del templo.
Un arco de medio punto construido con dovelas, ornamentadas con puntas de diamante esculpidas en la piedra, abre el acceso al oratorio. El interior es de una sola nave dividida en tres y la cabecera. La bóveda que la cubre es de cañón en el primer tramo y el presbiterio, siendo fruto de la reforma que llevó a cabo el rector Amengual el siglo XVIII. En cambio la parte más antigua de la iglesia son los dos tramos que restan del siglo XIII. El tejado es de dos aguas sobre un arco de diafragma apuntado sólo decorado con motivos de moldura. Finalmente la sacristía del siglo XVIII aprovecha el contrafuerte.
La imagen que se venera es la de la Virgen de la Paz que e encuentra en el corazón de presbiterio, se trata de una talla gótica, fechada en 1430, de madera policromada. La virgen se encuentra representada sentada, con una esfera en la mano derecha y Jesús niño en la rodilla izquierda también con una esfera en la mano. La imagen sufrió una importante restauración de 1976.

Iglesia de la Virgen de la Paz de Castellitx
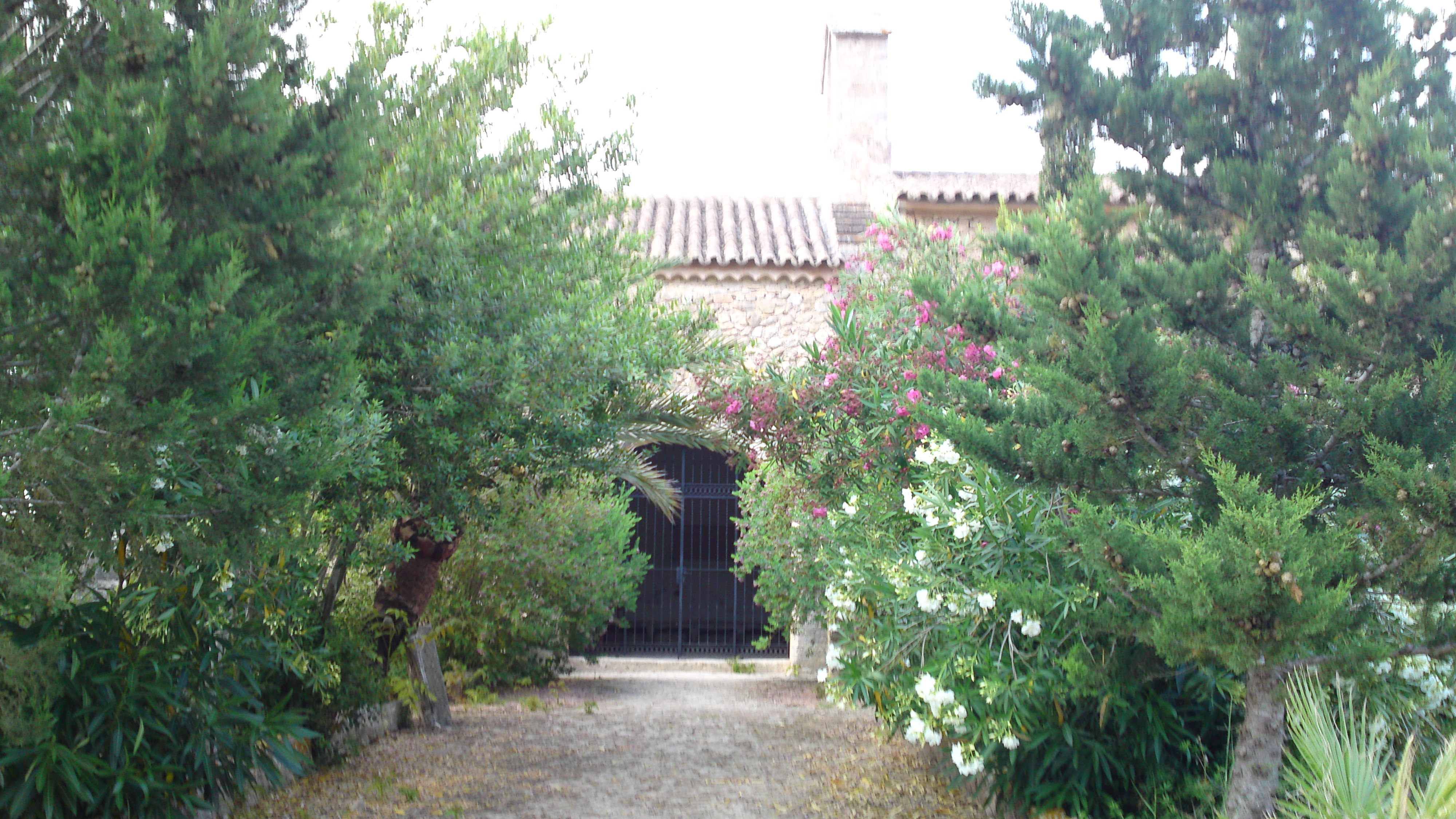
Una vista del corral.
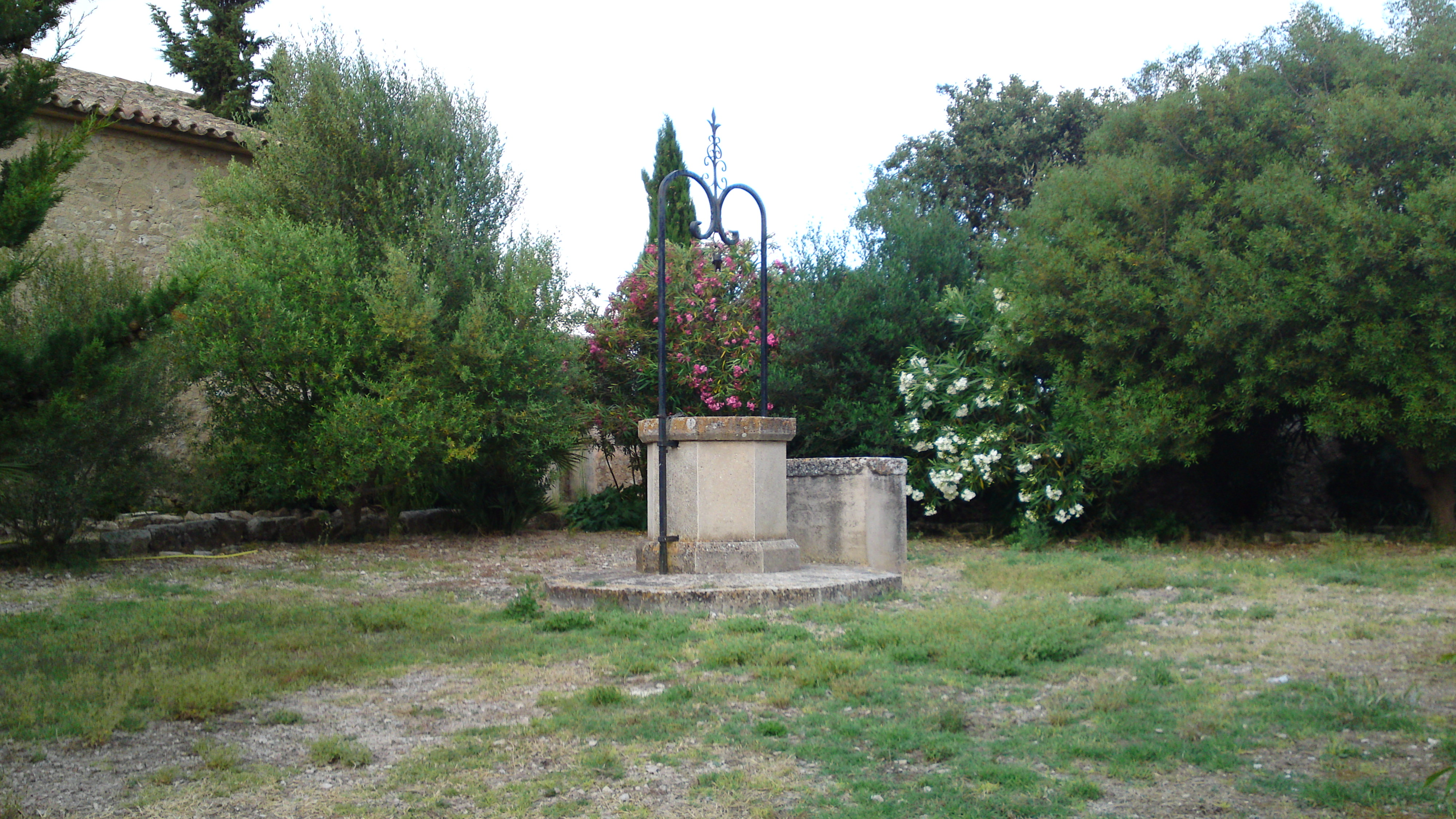
El pozo.